# Jonathan Schmid
Jonathan Schmid (Strasburgo, 26 giugno 1990) è un calciatore francese, difensore o centrocampista del Progrès Niedercorn.

## Biografia
Schmid nacque nel 1990 a Strasburgo da padre austriaco, originario di Gresten (Bassa Austria), e madre alsaziana. Ha origini algerine da parte del nonno materno. È cresciuto nel quartiere di Neuhof. È fratello di Anthony Schmid, anche lui calciatore professionista.

## Carriera
Ha esordito in Bundesliga giocando una partita nel 2010-2011 con il Friburgo.
Nella stagione successiva colleziona 22 presenze e una rete.

## Palmarès
- Coppa del Lussemburgo: 1

Progres Niedercorn: 2023-2024